# Eurema paulina
Eurema paulina är en fjärilsart som först beskrevs av Bates 1861.  Eurema paulina ingår i släktet Eurema och familjen vitfjärilar. Inga underarter finns listade i Catalogue of Life.